# Acacia hamulosa
Acacia hamulosa är en ärtväxtart som beskrevs av George Bentham. Acacia hamulosa ingår i släktet akacior, och familjen ärtväxter. Inga underarter finns listade i Catalogue of Life.